# Bastard Disco
Bastard Disco – to polski alternatywny zespół rockowy z Warszawy.

## Historia
Bastard Disco zostało założone w 2015 roku w Warszawie przez Kamila Fejfera (gitara) i Pawła Cholewę (bas), później dołączył do nich Marek Lorent-Kamiński (perkusja) i Iurii Kasianenko (wokal), zastępując dotychczasowego wokalistę i gitarzystę Karola Kruczka. Zespół nagrał demo w listopadzie 2015 roku i w tymże roku zagrał swoje pierwsze koncerty w Warszawie.
Zespół nagrał swój debiutancki album Warsaw Wasted Youth w 2017 roku z Marcinem Klimczakiem w Mustache Ministry Studio. Album został wydany przez polską indie wytwórnię Antena Krzyku i zebrał liczne pochlebne recenzje w mediach i prasie. Ich debiutancki album został opisany jako intensywny rock alternatywny, wywodzący się z dziewiętnastej waszyngtońskiej sceny indie i post-hardcore. Zespół koncertował promując swój debiutancki LP zakończony występem na OFF Festival 2017 w Katowicach.
Następnie, w 2018 roku zespół nagrał z Guiding Lights split na kasecie i rozpoczął pracę nad drugim albumem. Album zatytułowany „China Shipping” został wydany w maju 2019 roku przez wytwórnię Antena Krzyku. Podobnie jak debiutancki album, album został nagrany przez Marcina Klimczaka w Mustache Ministry Studio. Materiał z drugiego albumu pokazał więcej emo zespołu. Album zebrał liczne pochlebne recenzje. Po wydaniu albumu odbyły się liczne koncerty w Polsce i na Ukrainie. Jesienią 2019 roku zespół zagrał na żywo program „Scena Alternatywna” na antenie TVP Kultura.
Zespół rozpoczął pracę nad swoim trzecim LP w 2020 roku podczas pierwszej fali pandemii COVID-19, a nagrał w listopadzie 2021 roku w warszawskim Wieloślad Studio i zmiksował przez Zack Weeks w God City Studio w Salem. Album zatytułowany „Satality” ukazał się w kwietniu 2022 roku.

## Styl muzyczny i wpływy
Bastard disco jest uważany za zespół post-hardcore z wpływami emo, post-punk i noise rocka. Niektóre z wpływów Bastard Disco to Quicksand, Fugazi, Pixies, Sonic Youth, The Smashing Pumpkins i Jawbox.

## Członkowie
- Paweł Cholewa – bas, chórki
- Kamil Fejfer – gitara
- Marek Lorent-Kamiński – perkusja
- Iurii Kasianenko – wokal, syntezatory